# 古浪站
古浪站位于中华人民共和国甘肃省武威市古浪县城关街道，是兰新铁路上的火车站，建于1954年，由中国铁路兰州局集团管辖。

## 歷史
- 建于1954年。

## 外部連結
- 中国铁路客户服务中心（页面存档备份，存于）